# Comunità collinare Val Tiglione e dintorni
La Comunità collinare Val Tiglione e dintorni è un'unione di otto comuni appartenenti alla provincia di Asti, sorta nel dicembre del 2000 con il fine di promuovere lo sviluppo del territorio dei comuni associati. Prende il nome dal torrente Tiglione.

## Composizione
Fanno parte della comunità collinare i seguenti comuni:
- Agliano Terme
- Azzano d'Asti
- Isola d'Asti
- Belveglio
- Castelnuovo Calcea
- Mombercelli
- Montaldo Scarampi
- Rocca d'Arazzo
- Vinchio

La sede è sita in via G. B. Binello 85, 14048 Montaldo Scarampi.

## Servizi offerti
Tra i servizi offerti ai 11158 residenti (al 21/10/2001) vi sono:
- attività turistiche,
- nucleo di valutazione,
- sportello unico,
- S.I.T.,
- servizi web al cittadino,
- protocollo informatico,
- turismo e manifestazioni turistiche,
- attività culturali,
- urbanistica e gestione del territorio,
- ufficio tecnico,
- tributi,
- anagrafe,
- manutenzione strade,
- polizia locale
- informatizzazione uffici ed attività enti associati.